# Zavarivač Vranje
Zavarivač Vranje (code BELEX : ZVRV) est une entreprise serbe qui a son siège social à Vranje. Elle travaille dans le secteur de l'industrie manufacturière.

## Histoire
Zavarivač Vranje a été admise au marché non réglementé de la Bourse de Belgrade le 12 avril 2007.

## Activités
Zavarivač Vranje fabrique des chauffe-eau et des chaudières et toutes sortes d'équipement industriels pour l'industrie agroalimentaire ou la pétrochimie, des réservoirs, des silos, des cheminées, des récipients sous pression, etc.. Elle fabrique également des structures en acier ou en métaux léger destinées à la construction de ponts et de toits, ainsi que des équipements pour les usines d'asphalte et de ciment ; elle assure également l'installation de ces équipements. Elle produit aussi des structures en aluminium, notamment pour la construction de kiosques, de cabines et de vitrines. Elle possède un laboratoire de soudure, où l'on teste les matériaux.

## Données boursières
Le 28 mars 2013, l'action de Zavarivač Vranje valait 1 950 RSD (17,38 EUR),. Elle a connu son cours le plus élevé, soit 8 000 RSD (71,32 EUR), le 10 octobre 2007 et son cours le plus bas, soit 1 500 RSD (13,37 EUR), le 17 décembre 2008.